# Ерик Цабел
Ерик Цабел (7. јул 1970) је бивши немачки професионални бициклиста у периоду од 1993. до 2008. године. У каријери је остварио преко 200 победа и један од најбољих спринтера свих времена. Цабел је шестоструки узастопни победник класификације по поенима на Тур де Франсу, што је апсолутни рекорд. Али, након што је освојио класификацију по поенима 2001. године, Цабел више није био спринтер број 1 и у наредних седам година, колико је возио, није успио да освоји зелену мајицу. Поред ових успеха као члан бициклистичке екипе Немачке освојио је једну бронзану и две сребрене медаље на светским првенствима 2002, 2004. и 2006. године. А на олимпијским играма у Сиднеју 2004. године, Цабел је освојио четврто место. Завршио је каријеру на крају 2008. године, а након краја каријере био је тренер и консултант у тиму Колумбија од 2009. до 2011. године, након чега је прешао у руски професионални тим Каћуша, где је био до краја 2013. године, када је суспендован након што је француски сенат објавио листу допингованих бициклиста 1998. година, на поновљеном тесту урађеном 2004. године. Цабел је признао да се допинговао у периоду од 1996. до 2004. године.

## Детињство и јуниорска каријера
Цабел је рођен и одрастао је у Источном Берлину, у области Марзан. Његов отац, Детлев је био професионални бициклиста. Цабелови први успеси били су на јуниорском светском првенству на траци, где је освојио треће место са немачким тимом. 1988. је освојио пето место на трци за поене на траци. 1989. са 19 година, Цабел је укључен у тим Источне Немачке за професионалце.
Након пада Берлинског зида, Цабел се преселио у Дортмунд, где је био члан аматерског тима Олимпија Дортмунд. На првом националном првенству уједињене Немачке освојио је друго место. Као добар спринтер показао се на трци мира, где је освојио неколико етапа. На Олимпијским играма 1992. у Барселони освојио је четврто место, након што је одспринтао групу.

## Професионална каријера

### Почетак каријере
Цабел је професионалну каријеру почео 1993. у тиму Телеком. 27. априла 1994. био је позитиван на клостебол и кажњен је са 3 хиљаде швајцарских франака, није суспендован. Касније те године освојио је Париз Тур трку, у групном спринту.
1994. возио је Тур де Франс по први пут, али га није завршио, док је 1995. освојио две етапе на Туру.

### 1996 — 1999
1996. освојио је опет две етапе на Тур де Франсу и зелену мајицу, мајицу за класифијацију по поенима. Цабел је мајицу узео на десетој етапи и држао је до краја. Та година је била успешна за тим Телеком, јер осим Цабелове зелене мајице, Бјарне Рис је освојио Тур, а Јан Улрих је завршио други.
1997. је освојио свој први класик, Милан—Санремо. Цабел је био једини спринтер у групи од 40 возача која је стигла до циља и лагано победио у спринту. Касније те године, освојио је три етапе на Тур де Франсу и још једну зелену мајицу.
1998. освојио је по други пут Милан—Санремо, а затим и национално првенство. На Тур де Франсу освојио је трећу зелену мајицу, али без етапне победе.
1999. завршио је други на Милан—Санрему, победивши у групном спринту. Андреј Чмил је напао у задњем километру и победио соло. Цабел је освојио престижни класик у Немачкој и зелену мајицу на Тур де Франсу четврти пут, чиме је изједначио рекорд Шона Келија.

### 2000 — 2002
2000. освојио је Милан—Санремо трећи пут и Амстел голд рејс, где је победио Мајкла Богерда у спринту. На Тур де Франсу, освојио је зелену мајицу пети пут, чиме је поставио нови рекорд. На крају сезоне победио је у УЦИ рангирању за једнодневне трке.
2001. освојио је Милан—Санремо четврти пут, што је највише још од Едија Меркса, који је освојио седам пута. На Тур де Франсу освојио је зелену мајицу шести пут. Стјуарт о Грејди је носио до задње етапе, где је Цабел био боље пласиран и узео му је мајицу. Цабел је био добар спринтер, али и солидан брдаш, што му је омогућило да освоји зелену мајицу шест пута. Није се мучио по брдима као други спринтери, који су напуштали Тур пре задње етапе у Паризу. Након Тура освојио је ХЕВ класик, највећи немачки класик, три етапе на Вуелта а Еспањи, а завршио је пети на светском првенству. 2001. је остварио 29 победа, што се испоставило као његова најуспешнија година. Завршио је први у УЦИ рангирању.
2002. је пропустио бег на Милан—Санрему, а освојио је класик у Франкфурту. На Тур де Франсу, није успио да освоји зелену мајицу седми пут, остао је иза Робија Макјуена. Освојио је класифијацију по поенима на Вуелта а Еспањи, без етапне победе и завршио је трећи на светском првенству, иза Марија Ћиполинија и Робија Макјуена. Сезону је опет завршио први у УЦИ рангирању.

### 2003 — 2005
2003. је освојио национално првенство други пут. Тур де Франс је завршио без етапне победе, а у класифијацији по поенима завршио је трећи. Класифијацију по поенима освојио је на Вуелта а Еспањи, уз две етапне победе. У октобру је освојио Париз Тур други пут, а УЦИ рангирању завршио је други, иза Паола Бетинија.
2004. је завршио други на Милан—Санрему. Цабел је подигао руке у знак славља превише рано и победио га је Оскар Фрејле. На Тур де Франсу је завршио трећи у класифијацији по поенима, коју је освојио на Вуелта а Еспањи, трећи пут заредом и тако је дошао до девет освојених класификација по поенима на гранд тур тркама, што је рекорд. На Олимпијским играма 2004. у Атини, Цабел је завршио четврти. Одспринтао је групу као и 1992. али су испред била тројица возача и тако је Цабел остао опет без медаље. Сезону је завршио како је и почео, другим местом, иза Омара Фрејлеа, на светском првенству. 2004. је остварио девет победа.
2005. прву победу је остварио на класику у Франкфурту, чиме је постао рекордер, са три победе. У мају, учествовао је по први пут на Ђиро д’Италији, али није освојио ни етапу ни класификацију по поенима. Цабел није био део тима Телеком за Тур де Франс јер су дали подршку Јану Улриху у намери да освоји Тур. На Вуелта а Еспањи, Цабел је завршио други у класификацији по поенима, победио га је Алесандро Петаки. На светском првенству у Мадриду није имао запажену улогу, а у финишу сезоне освојио је Париз Тур по трећи пут.

### 2006 — 2008
2006. Цабел је напустио тим Телеком после 13 година и прешао у тим Милрам, где је био и Петаки. Петаки је био најбољи спринтер на свету тада и фокус тима је био на њему. Ипак, Цабел је добио улогу лидера на Тур де Франсу, након што је Петаки сломио колено на Ђиро д’Италији. Цабел је завршио други у класификацији по поенима, а најбољи резултат на етапама, била су му два трећа места. На Вуелта а Еспањи освојио је две етапе. На светском првенству у Салцбургу освојио је друго место у спринту тројице возача, победио га је Паоло Бетини, а трећи је био Алехандро Валверде.
2007. освојио је две етапе на трци у Бајерну и једну на Туру Швајцарске. На Тур де Франсу био је опет лидер тима, јер је Алесандро Петаки био суспендован због позитивног допинг теста. Носио је зелену мајицу један дан, завршио је двапут други на етапама, а у класификацији по поенима завршио је трећи. Освојио је етапу на Туру Немачке и класификацију по поенима седми пут. На Вуелта а Еспањи победио је на седмој етапи, испред Бетинија.
2008. остварио је само једну победу, освојио је етапу на Туру Валенсије на почетку сезоне. На задњем учешћу на Тур де Франсу, са 38 година, завршио је трећи у класификацији по поенима. У септембру 2008. Цабел је завршио каријеру, која је трајала 16 година. Укупно је остварио 209 победа.

## Тренерска каријера
Након краја каријере, Цабел се придружио тиму ХТЦ Колумбија, где је био тренер и саветник за спринтере. Ту су били Марк Кевендиш, Андре Грајпел и Марк Реншо, касније и Метју Гос. Након три године, прешао је 2012. у руски тим Каћуша. Након признања да се допинговао током каријере, отпуштен је из тима.

## Допинг
24, маја 2007. Цабел и његов бивши сувозач из тима Телеком (касније Т-мобиле), Ролф Алдаг, признали. су да су користили ЕПО као припрему за Тур де Франс 1996. Цабел је изјавио да је експериментисао са тим недељу дана и да је престао. Његово признање дошло је након признања четири бивша возача Телекома.
Његово име се налази и у документу који је објавио француски сенат 24. јула 2013. У питању су узорци са Тур де Франса 1998. који су на поновном тестирању 2004. били позитивни на ЕПО. Након тога, Цабел је признао да је користио допинг у периоду од 1996. до 2004. и суспендован је са своје позиције тренера спринтера у тиму Каћуша.